# Yoshihito Iizuka
Yoshihito Iizuka (født 7. maj 2001) er en japansk fodboldspiller.
Han har spillet for flere forskellige klubber i sin karriere, herunder FC Tokyo.